# Cratere Sulak
Sulak  è un cratere sulla superficie di Marte.